# Archaeoistiodactylus
Archaeoistiodactylus linglongtaensis
Genre
Espèce
Archaeoistiodactylus est un  genre fossile de ptérosauresptérodactyloïdes découvert dans le Jurassique moyen dans la formation de Tiaojishan dans l'ouest de la province du Liaoning, près du site du Linglongta, dans le nord-est de la Chine.
Une seule espèce est rattachée au genre : Archaeoistiodactylus linglongtaensis, décrite en 2010 par les paléontologues chinois Lü Junchang et Fucha Xiaohui.

## Description
Archaeoistiodactylus est connu par un seul squelette incomplet avec un crâne et une mandibule partiels, cet holotype est répertorié sous la référence JPM04-0008.
Des dents supérieures sont retournées vers l'arrière. Ses mains montrent des métacarpes courts.

## Classification
Lü et Fucha ont attribué Archaeoistiodactylus au clade des Breviquartossa en le considérant comme plus proche des  istiodactylidés que de n'importe quel autre groupe de ptérosaures. Cependant ils en font un animal plus primitif que les istiodactylidés du Crétacé plutôt que comme un membre de cette famille de ptérosaures.
En 2013, David Martill et Steve Etches suggèrent que l'holotype pourrait être un specimen mal conservé de Darwinopterus.
En 2014, Corwin Sullivan et ses collègues considèrent que la « dent caractéristique de la ligne médiane à l'extrémité des on museau »  est une caractéristique suffisante pour valider A. linglongtaensis. Toutefois, ces auteurs le considèrent plus comme un Monofenestrata basal que comme un istiodactylidé.